# Parafia Trójcy Świętej w Westfield
Parafia Trójcy Świętej w Westfield (ang. Holy Trinity Parish) – parafia rzymskokatolicka  położona w Westfield, Massachusetts, Stany Zjednoczone, ustanowiona w 1903 roku.
Jest ona jedną z wielu etnicznych, polonijnych parafii rzymskokatolickich w Nowej Anglii z mszą św. w j. polskim dla polskich imigrantów.
Nazwa parafii jest związana z kultem Trójcy Świętej.

## Nabożeństwa w języku polskim
- Druga niedziela miesiąca – godz. 8:30